# Міккель Дуелунд
Міккель Дуелунд (дан. Mikkel Duelund; 29 червня 1997 року, Орхус, Данія) — данський футболіст, лівий вінгер клубу «Динамо» (Київ), який грає на правах оренди за нідерландський клуб НЕК «Неймеген».

## Клубна кар'єра

### «Мідтьюлланд
Є вихованцем «Орхуса», з 2013 року — гравець системи «Мідтьюлланна». У 2013 році міг перейти в академію «ПСВ». Разом з юнацькою командою вигравав данський чемпіонат, визнавався найкращим гравцем Данії в своєму віці. У 2014 році The Guardian включила його до списку сорока найталановитіших молодих гравців світу.
21 березня 2015 року, в 17 років, гравець дебютував у данському чемпіонаті в поєдинку проти «Хобро», вийшовши на заміну на 77-ій хвилині замість Петтера Андерссона. Всього в дебютному сезоні провів сім зустрічей, переважно з'являючись лише на заміну і став з командою чемпіоном країни.
В сезоні 2015/16 Дуелунд став основним гравцем команди, провівши 22 поєдинки і забив п'ять м'ячів. 24 липня 2015 року він забив свій перший кар'єрний м'яч у ворота «Сеннер'юска».

### «Динамо» (Київ)
31 серпня 2018 року підписав контракт з київським «Динамо». Дуелунд став першим данським футболістом в чемпіонаті України, а також першим скандинавом у складі «біло-синіх». Він зіграв більше десяти матчів за першу команду у дебютному для себе сезоні та забив один м’яч, поки не отримав у грудні 2018 року важку травму під час матчу Ліги Європи із чеським «Яблонцем». Повернувшись на поле у травні наступного року, Дуелунд провів кілька матчів, проте, у серпні знову травмувався. Відновившись після травми, Дуелунд восени 2019 року набирав форму у молодіжній команді та у лютому 2020 року повернувся і до основного складу. У червні 2020 року відзначився дублем у матчі півфіналу Кубка України проти «Миная» (2:0), вивівши свою команду у фінал, який команда виграла. Щоправда фінальну гру Дуелунд провів на лаві запасних.
24 червня 2021 року на правах оренди перейшов до нідерландського клубу «НЕК Неймеген».

## Кар'єра у збірній
Дуелунд був ключовим гравцем юнацьких збірних Данії. Брав участь у кваліфікаційних та елітних відбіркових раундах до юнацьких чемпіонатів Європи, проте у фінальні раунди не виходив.
З 2016 року став грати за молодіжну збірну Данії і у її складі був учасником молодіжного чемпіонату Європи 2017 року у Польщі, де зіграв у двох матчах, а його команда не вийшла у плей-оф.

## Стиль гри
Є центральним півзахисником, який веде гру. Координує дії партнерів, як атакує, так і повертається на допомогу опорних півзахисників. Своїм кумиром вважає Вейна Руні.

## Досягнення
- Чемпіон Данії (2): 2014/15, 2017/18
- Чемпіон України (1): 2020/21
- Володар Кубка України: 2019/20
- Володар Суперкубка України (3): 2018, 2019, 2020